# Mannen som inte fanns
Mannen som inte fanns (engelska: The Man Who Never Was) är en brittisk-amerikansk krigsfilm från 1956 i regi av Ronald Neame.

## Handling
Mannen som inte fanns är en filmatisering av Ewen Montagus roman Den dödes uppdrag rörande Operation Mincemeat under andra världskriget.

## Utmärkelser
Filmen vann ett BAFTA Award för bästa brittiska manus 1957.

## Rollista i urval
- Clifton Webb - örlogskapten Ewen Montagu
- Gloria Grahame - Lucy Sherwood
- Robert Flemyng - löjtnant George Acres
- Stephen Boyd - Patrick O'Reilly
- Laurence Naismith - amiral Cross
- Geoffrey Keen - general Nye
- Cyril Cusack - taxichaufför
- André Morell - Sir Bernard Spilsbury
- Michael Hordern - general Coburn
- Allan Cuthbertson - viceamiralen
- Joan Hickson - hyresvärdinnan
- Terence Longdon - Larry
- Gibb McLaughlin - klubbvaktmästare
- Miles Malleson - vetenskapsman
- William Russell - Joe
- Ronald Adam - Adams
- Peter Williams - amiral Mountbatten (ej krediterad)